# Wohn- und Wirtschaftsgebäude Hörensdamm 2
Das Wohn- und Wirtschaftsgebäude Hörensdamm 2 in der niedersächsischen Gemeinde Stinstedt, Samtgemeinde Börde Lamstedt, im Landkreis Cuxhaven stammt aus dem 19. Jahrhundert. Aktuell (2024) wird es evtl. als Wohnhaus und wohl landwirtschaftlich genutzt.
Das Gebäude steht unter Denkmalschutz (siehe auch Liste der Baudenkmale in Stinstedt).

## Geschichte und Beschreibung
Elf Kilometer westlich von Lamstedt liegt das Haufendorf Stinstedt mit der 1367 erstmals erwähnten abgebrochenen Wallfahrtskapelle Sankt Joost und westlich vom Ort der Hof am Hörensdamm.
Das eingeschossige traufständige, wohl noch unsanierte Gebäude als Zweiständer-Hallenhaus in Fachwerk mit Steinausfachungen und mit Satteldach wurde um 1870 gebaut. Der Wirtschaftsgiebel hat eine Groote Door mit Korbbogen und die regionaltypische senkrechte Verkleidung im Giebeldreieck. Der Wohngiebel hat im oberen Dreieck eine senkrechte Verbretterung und ein unregelmäßiges Fachwerk.
Das Landesdenkmalamt befand u. a.: „orts- und siedlungsgeschichtlicher, gebäudetypischer, straßen- und ortsbildprägender Zeugniswert“.